# Gur-e Dokhtar

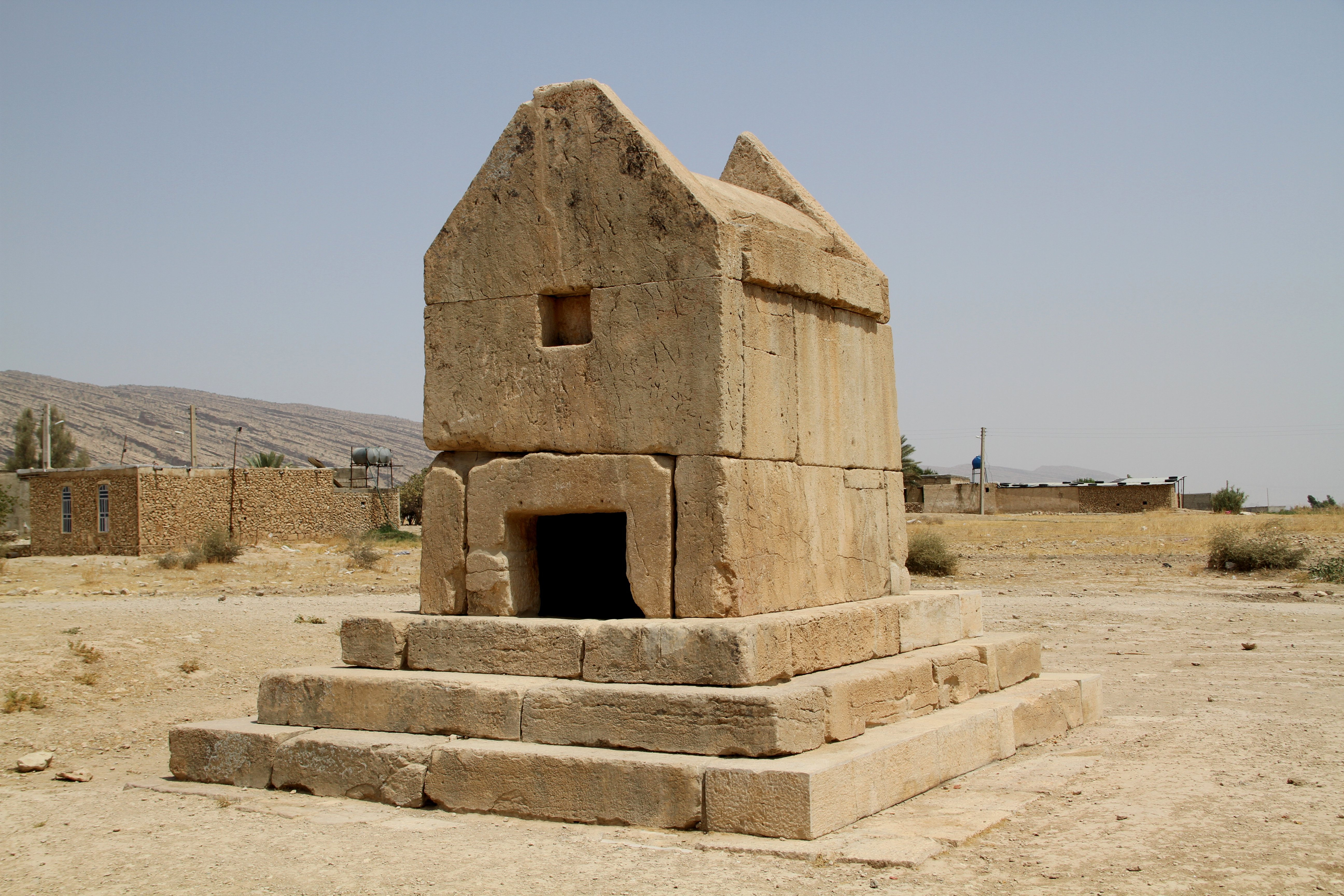
Gur-e Dokhtar.

Gur-e Dokthar (persiska: گور دختر, bokstavligen Dotterns grav) är en antik grav som är belägen i provinsen Bushehr i Iran. Denna grav har stora likheter med Kyros II:s grav i Pasargad, men är mindre än den. Graven dateras till 600-talet f.Kr.